# Collomia tracyi
Collomia tracyi là một loài thực vật có hoa trong họ Polemoniaceae. Loài này được R.Mason mô tả khoa học đầu tiên năm 1948.